# Coastwatchers

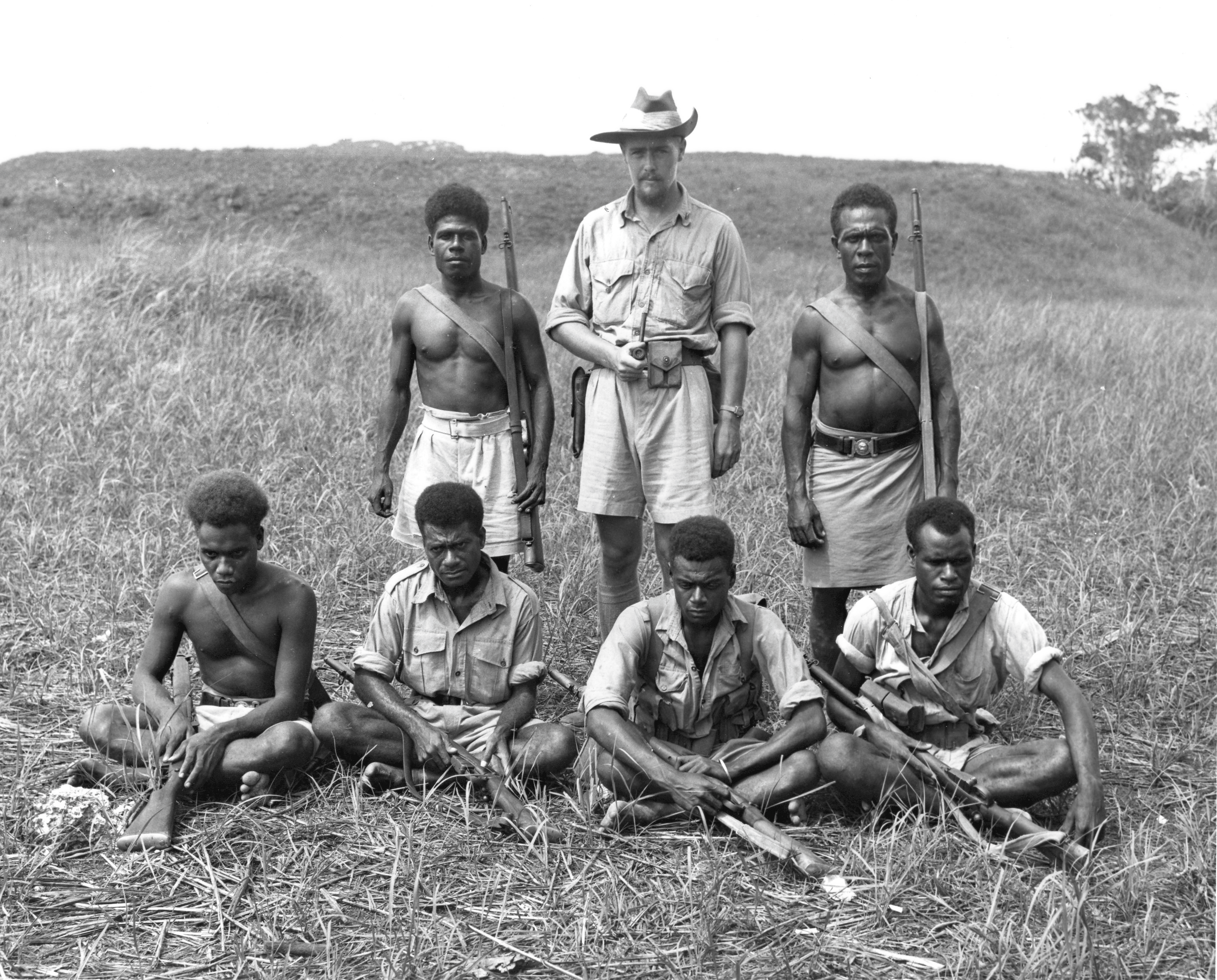
El Capitán Martin Clemens (atrás al centro), un coastwatcher en Guadalcanal, durante la campaña militar desarrollada en la isla (agosto 1942 - febrero 1943). Sus hombres son miembros de la policía de las Islas Salomón.

Los Coastwatchers, también conocidos como Coast Watch Organisation, Servicio de inteligencia de campo combinado o Sección "C" del buró de inteligencia aliado, eran operarios del servicio de inteligencia militar de los Aliados emplazados en las remotas islas del Pacífico con la finalidad de observar los movimientos enemigos así como rescatar al personal varado de los Aliados. Los coastwatchers jugaron un papel importante en el Teatro del Pacífico Sur, particularmente durante la campaña de Guadalcanal.

## Historia
Los coastwatchers australianos eran liderados por el Capitán de corbeta Eric Feldt, quien tenía su base en Townsville, Australia. sus acciones fueron particularmente importantes por monitorear la actividad japonesa en las cerca de 100 islas que componen las Islas Salomón.
La organización estaba integrada por alrededor de 400 miembros, principalmente oficiales del ejército australiano, soldados de Nueva Zelanda, habitantes de las islas del Pacífico y prisioneros de guerra aliados que habían logrado escapar.
La mayor parte del personal que tomó parte en las acciones de los coastwatchers en líneas enemigas fueron comisionados como oficiales de la RANVR (Reservas voluntarios de la armada de Australia) para protegerlos en caso de que fueran capturados.
El código aliado para esta organización fue "Ferdinand", bautizado así por Feldt debido a un popular libro para niños, La historia de Ferdinand.